# 中国人民解放军中将
中国人民解放军中将，是中国人民解放军的现行第二高军衔。
1955年9月，中国人民解放军正式实施军衔制度，当时，中将其上为大将、上将、之下为少将。1965年，中国取消了军衔制度，直到1988年颁布新的军衔制度之前，这二十三年中中国人民解放军没有军衔。在1988年颁布的军衔制度中，将官中最高一级即一级上将一直空缺。直至1994年，一级上将从将官中移除后，将官由四级降至三级。之后的军衔制度修订中将官这一等级没有变化。
根据2021年印发的《现役军官管理暂行条例》，解放军中将军衔依军种划分，分别称陆军中将、海军中将、空军中将、火箭军中将，授予解放军副战区职军官。根据《中国人民武装警察部队实行警官警衔制度的具体办法》，中国人民武装警察部队实行警衔制度。武警部队对应设置武警中将警衔，授予武警部队副战区职警官。本条目将解放军中将军衔与武警中将警衔合并叙述。

## 沿革

### 1955年军衔制中将衔
中国人民解放军20世纪50年代授予177名中将，其中1955年授衔中将175人，1956年补授聂鹤亭中将，1958年补授贺诚中将：
根据1955年条令，中将依据条令分为17类，即中将、骑兵中将、炮兵中将、装甲兵中将、工程兵中将、铁道兵中将、通信兵中将、技术勤务兵中将、公安军中将、空军中将、海军中将、海岸中将、技术中将、军需中将、军医中将、兽医中将、军法中将。实际上只授予了中将、炮兵中将、装甲兵中将、工程兵中将、铁道兵中将、通信兵中将、公安军中将、空军中将、海军中将、军需中将、军医中将、军法中将共12类，加上志愿军中将，共13类。其中：中将（134人）；炮兵中将（3人）：邱创成、匡裕民、孔从洲；装甲兵中将（1人）：聂鹤亭；工程兵中将（1人）：胡奇才；铁道兵中将（1人）：李寿轩；通信兵中将（1人）：王诤；公安军中将（2人）：程世才、刘飞；空军中将（12人）：顿星云、王秉璋、常乾坤、徐深吉、朱辉照、邝任农、周赤萍、曾国华、聂凤智、余立金、曹里怀、吴富善；海军中将（8人）：罗舜初、方强、周希汉、陶勇、周仁杰、饶守坤、赵启民、刘昌毅；军需中将（6人）：张令彬、邱会作、张池明、倪志亮、吴先恩、赵镕；军医中将（3人）：饶正锡、傅连暲、贺诚；军法中将（2人）：钟汉华、黄火星；志愿军中将（3人）：张南生、李雪三、旷伏兆。

### 1988年军（警）衔制中将衔
1988年9月，解放军重新实行军衔制。根据新颁布的《中国人民解放军军官军衔条例》规定设立了中将军衔。同年12月，武警部队实行警衔制，基本参照解放军军衔执行。由于武警总部编制为兵团级（1992年套改为副大军区级），因此武警部队最高警衔为武警中将。
1994年5月，第八届全国人大常委会第七次会议通过了《关于修改〈中国人民解放军军官军衔条例〉的决定》，正大军区职编制军衔上将、中将；副大军区职编制军衔中将、少将。
1995年12月，武警部队的编制等级升格为正大军区级，武警警衔的最高警衔也相应调整为上将。武警中将不再为武警部队最高警衔。
2019年12月，中央军委办公厅印发《关于先行调整军级以上军官军衔晋升有关政策的通知》。《通知》要求，以构建军衔主导军官等级制度为指向，通盘考虑不同职级、不同类型军官军衔晋升政策调整，从指挥管理类军级以上军官这个重点切入，分步组织、压茬推进，逐层逐级理顺军衔级别与职务等级对应关系。根据《通知》要求，中将军衔实际上成为副战区职的唯一编制军衔。如果有少将军衔的将领提任副战区职领导职务，即同时意味着晋升中将军衔。

## 晋衔条件
自2019年12月起，中將軍階為副戰區職幹部的唯一編制軍階，亦可能為正軍級的編制。副戰區職幹部滿63歲或任副戰區職滿8年而不能晉升者須退役。晉銜時間為晋升副戰區職務所在季度的最後一個月（3、6、9、12月）。

## 中将军（警）官名单

### 1955年授予
| 徐立清 | 萧向荣 | 张经武        | 張震          | 刘志坚 | 阎揆要 | 锺赤兵 | 唐天际 | 谭希林 | 莫文骅        |
| 刘道生 | 陶勇   | 吴法宪        | 成钧          | 程世才 | 李天煥 | 廖汉生 | 郭化若 | 唐延杰 | 张南生        |
| 杜义德 | 王必成 | 王近山        | 万毅          | 王诤   | 孫毅   | 朱明   | 王宗槐 | 蔡顺礼 | 邱会作        |
| 张令彬 | 饶正锡 | 倪志亮        | 梁必业        | 李作鹏 | 赵启民 | 方強   | 罗舜初 | 王秉璋 | 罗元发        |
| 聂凤智 | 曹里怀 | 周赤萍        | 邱创成        | 匡裕民 | 向仲华 | 谭家述 | 李寿轩 | 崔田民 | 欧阳毅        |
| 冼恒汉 | 王恩茂 | 張國華        | 萧望东        | 丁秋生 | 赖毅   | 邝任农 | 林维先 | 周贯五 | 刘先胜        |
| 刘培善 | 彭嘉庆 | 黄火星        | 刘兴元        | 文年生 | 詹才芳 | 梁兴初 | 吴克华 | 毕占云 | 陈正湘        |
| 彭明治 | 杜平   | 甘渭汉        | 曾思玉        | 郑维山 | 聂鹤亭 | 王尚荣 | 苏静   | 刘少文 | 刘西元        |
| 孔石泉 | 袁子钦 | 韩振纪        | 李耀          | 邓逸凡 | 汤平   | 余秋里 | 陈庆先 | 刘忠   | 孫繼先        |
| 张藩   | 徐斌洲 | 韦杰          | 滕海清        | 庄田   | 刘浩天 | 杨秀山 | 周希汉 | 顿星云 | 周仁杰        |
| 康志强 | 方正平 | 饶守坤        | 王辉球        | 常乾坤 | 曾国华 | 朱輝照 | 余立金 | 吴富善 | 黄志勇        |
| 胡奇才 | 周彪   | 彭林          | 劉昌毅        | 韩练成 | 张贤约 | 郭鵬   | 刘金轩 | 张达志 | 赛福鼎·艾则孜 |
| 鍾漢華 | 秦基偉 | 孔从洲        | 范朝利        | 谭冠三 | 李成芳 | 陈康   | 張才千 | 張翼翔 | 覃健          |
| 鲍先志 | 皮定钧 | 周志坚        | 张祖谅        | 廖容标 | 劉飛   | 梁从学 | 钱钧   | 张仁初 | 饶子健        |
| 陈仁麒 | 杨国夫 | 晏福生        | 吳瑞林        | 杨梅生 | 田维扬 | 歐陽文 | 张池明 | 刘转连 | 孔庆德        |
| 谭甫仁 | 何德全 | 徐深吉        | 韩伟          | 袁升平 | 王道邦 | 王紫峰 | 赵镕   | 肖新槐 | 吴信泉        |
| 周玉成 | 曾泽生 | 温玉成        | 曾紹山        | 陈先瑞 | 旷伏兆 | 李雪三 | 谢有法 | 张天云 | 卢胜          |
| 黄新廷 | 吴先恩 | 阿沛·阿旺晋美 | 朵噶·彭措饒傑 | 傅連暲 | 姚喆   | 贺诚   |        |        |               |

### 1980年代首批授予
- 1988年授予146名：
总参谋部：　徐惠滋、韩怀智、贾朝群、杨德中、张明远、李灿、周村、宋双来、齐正钧、李平
总政治部：　周克玉、梁秉治
总后勤部：　刘安元、刘明璞、张彬、李伦、李平湘、张书坤
军委纪委：　张伯祥、张少华
军委办公厅：刘凯、李际均、王瑞林
军事科学院：郑文瀚、徐芳春、姜思毅、蒋顺学
国防大学：　钱抵千、袁俊、张霖、陈瑛、周家鼎、徐忠祥、胡峨亭、黄玉章
沈阳军区：　刘精松、宋克达、朱敦法、李文卿、高克、李海波、向孝书、赵兴元
北京军区：　周衣冰、李来柱、阎同茂、陈培民、李进民
兰州军区：　赵先顺、李宣化、董占林、刘新增、裴九洲、郭辅周、高焕昌、唐广才、李正忠、张德福、王克、段曙光、马米托夫·吐尔逊、刘学基
济南军区：　李九龙、宋清渭、固辉、马伟志、徐春阳
南京军区：　傅奎清、郭涛、王成斌、史玉孝、张明、于永波
广州军区：　张万年、张仲先、刘存智、张序登、李希林、刘智民、王永宁
成都军区：　傅全有、马秉臣、张太恒、李硕、赵坤、白泉
海军：　张连忠、张序三、李景、邢永宁、陈明山、魏金山、刘友法、佟国荣、马辛春、李世田、朱洪禧、聂奎聚、张文华、韩增、高振家、张海云、曲振侔、田震环、徐世平、
空军：　朱光、于振武、李永泰、林虎、刘志田、高兴民、许乐夫、曹双明、刘存信、江震、刘玉堤、耀先、褚福田、孙景华、杨永斌、常裕、林基贵、刘焕岐、曾幼诚、姜玉田、赵昭、杜玉福、苑国辉、刘鹤翘、张振先、鲁玉昆、武长友、侯书军、熊子丹、辛明、吴瑕
国防科工委：丁衡高、叶正大、张敏
第二炮兵：　李旭阁、刘立封、郑惕、阴法唐、史克信、钱贵、齐仲亨
- 1989年授予1名：
武警部队：　李连秀

### 1990年代晋升
- 1990年晋升30名：
于泽民、马占民、艾维仁、毕皓、曲继宁、许胜、杨桓、杨汉文、杨发勋、杨振玉、吴家民、邹玉琪、何其宗、沈荣骏、邵农、周文元、周玉书、郑宝森、赵炳耀、徐寿增、高天正、崔毅、谢光、戴学江、谷善庆、曹芃生、丁文昌、隋永举、张志坚、张工
- 1991年晋升9名：
孙勇、王绪恭、连耀廷、佟宝存、迟云秀、宫永丰、韩德彩、潘日源、陶伯钧
- 1993年晋升72名：
马驰、孔昭文、巴忠倓、王申、王永明、王立忠、王作义、王厚卿、王洪福、王继英、王福义、石宝源、兰保景、齐连运、许瑞忱、刘中山、刘伦贤、刘存康、杨正刚、杨英昌、李鼎文、邹永钊、辛殿枫、怀国模、宋文中、邵荣棠、陈超、陈潜、陈启智、陈显华、张超、张少松、张汉平、张宗德、单大德、宗顺留、郑贤斌、赵丛、赵立荣、赵国臣、侯树栋、姜洪泉、施志清、聂力、郭锡章、曹和庆、黄云桥、黄渐鸿、阎琢、康富泉、粟前明、谢德财、蔡仁山、潘兆民、糜振玉、曹刚川、周子玉、徐才厚、王祖训、王茂润、李继耐、周坤仁、方祖岐、李新良、杜铁环、杨国屏、邢世忠、文国庆、廖锡龙、姜福堂、杨国梁
- 1994年晋升19名：
王太岚、吕志、李元正、吴光宇、何道泉、沈椿年、邵华泽、张学东、胡长发、贺鹏飞、傅秉耀、谭乃达、隗福临、熊光楷、吴铨叙、钱树根、石云生、雷鸣球、杨怀庆、张树田
- 1995年晋升31名：
王同琢、卢登华、左建昌、田书根、朱成友、杨玉书、何林忠、吴润忠、张进宝、周友良、赵锡君、徐承栋、徐振忠、郭桂蓉、黄恒美、龚谷成、葛焕标、景学勤、傅鸿基、程建宁、臧穗、梁光烈、唐天标、刘顺尧、郭伯雄、张文台、钱国梁、裴怀亮、陈炳德、胡彦林、徐永清
- 1996年晋升36名：
马凤桐、王永国、王志成、王统业、朱增泉、许其亮、杨惠川、杨德福、李永德、李宝祥、李俊琏、吴玉谦、冷宽、陈世俊、沈滨义、张国初、岳海岩、林万海、郝岩、郝保庆、徐自强、郭东亚、高同声、萧怀枢、黄信生、董良驹、董宜胜、韩瑞阶、杨德清、乔清晨、袁守芳、刘书田、温宗仁、李乾元、隋明太
- 1997年晋升30名：
马炳芝、王吉连、冯永生、刘宝臣、朱曙光、李栋恒、李继松、沙显明、陈达植、陈希滔、张钰钟、罗有礼、周永顺、赵英富、郭玉祥、高文远、康成元、曹惠臣、黄次胜、黄学禄、隋绳武、董万瑞、温光春、谭冬生、由喜贵、朱启、赵可铭、赵英福、郑申侠、刘镇武、吴双战
- 1998年晋升17名：
么兴远、王良旺、李凤洲、李良辉、宋文汉、沈兆吉、陈秀、张宝忠、金仁燮、郑守增、郑炳清、胡世祥、贾文先、葛东升、葛振峰、张定发
- 1999年晋升22名：
马国文、王福中、毛凤鸣、朱永清、刘逢君、孙福、李永金、张秋祥、罗东进、屈全绳、高金钿、萧贞堂、粟戎生、蒲荣祥、臧文清、戴怡芳、张黎、张兴业、邓昌友、刘冬冬、孙俊哲、李运之

### 2000年代晋升
- 2000年晋升17名：
马晓天、马殿圣、尹凤岐、冯延龄、刘源、孙大发、李恒星、陈先锋、钟声琴、徐根初、温熙森、熊自仁、迟万春、靖志远、王建民、刘永治、朱文泉
- 2001年晋升20名：
丁寿岳、毕惠义、曲方桓、刘卫东、刘振起、孙志强、苏书岩、邹庚壬、汪致远、陈传阔、张翔、张瑞、胡永柱、赵太忠、赵国钧、段双泉、桂全智、黄新、谭悦新、喻林祥
- 2002年晋升30名：
丁一平、马子龙、王文荣、王守业、刘晓江、邬华扬、李玉、李安东、李殿仁、邱衍汉、汪超群、陈章元、范长龙、林炳尧、周遇奇、赵书月、高中兴、陶方桂、寇宪祥、焦安昌、楚鸿彦、蒙进喜、潘瑞吉、孙忠同、张诗明、彭小枫、王玉成、符廷贵、高春翔
- 2003年晋升19名：
孔瑛、尹庆立、王谦、叶爱群、朱发忠、刘世民、刘亚红、刘亚洲、李文华、李洪程、吴胜利、张孝忠、张海阳、欧金谷、金矛、钱海皓、常万全、梁洪、程宝山
- 2004年晋升15名：
方殿荣、王伟、王继堂、刘成军、吕登明、许志功、何为荣、张展南、李买富、赵兴发、徐承云、黄献中、童世平、刘忠兴、贾润兴
- 2005年晋升25名：
王玉发、王国生、王金相、刘振来、杨志琦、李世明、宋才文、张建启、范晓光、周来强、房峰辉、姜吉初、赵克石、顾文根、秦怀保、贾永生、贾廷安、息中朝、高守维、霍毅、董万才、赵刚、芮清凯、张立民、于际训
- 2006年晋升22名：
田修思、江建曾、刘红军、孙建国、邱金凯、张阳、张永义、张汝成、郑宝华、段禄定、徐小岩、章沁生、董贵山、年福纯、徐一天、李光、李清印、景文春、张铁健、高武生、李长才、陈国令
- 2007年晋升28名：
孙思敬、黄作兴、韩延林、丛日刚、卢锡城、范印华、苏士亮、徐洪猛、徐建中、黄嘉祥、杨东明、赵忠新、朱清益、贾延明、张余亭、王久荣、侯树森、张又侠、黄汉标、杨建亭、王喜斌、关凯、郭洪超、冯兆举、张鹤田、杜恒岩、王洪光、王建平
- 2008年晋升18人：
王晓龙、王增钵、石香元、刘良凯、刘晓榕、刘继贤、刘粤军、刘福连、杜金才、李少军、吴昌德、张国栋、陈小工、房建国、赵建中、徐粉林、褚益民、魏凤和
- 2009年晋升32人：
王冠中、许耀元、丁继业、秦银河、何映华、吴云峰、崔景龙、郑勤、吕丁文、田义功、郑卫平、张仕波、王教成、徐德学、蔡英挺、赵宗岐、王健、李作成、赵开增、艾虎生、舒玉泰、朱锦林、李国辉、邓天生、王兆海、田中、岑旭、黄建国、段端武、张宝书、杨国海、王洪尧

### 2010年代晋升
- 2010年晋升21人：
戚建国、陈勇、魏亮、牛红光、苏支前、赵以良、王祥富、杨立顺、殷方龙、徐莉莉、任海泉、郭俊波、张育林、马炳泰、侯继振、刘沈扬、吕建成、宋普选、阮志柏、薛国强、牛志忠
- 2011年晋升26人：
刘胜、刘卓明、陈再方、谷俊山、郑传福、高东璐、钟志明、高建国、张烈英、王治民、贾晓炜、王建民、刘长银、杨金山、郎友良、杜景臣、王登平、王永生、王建伟、王森泰、戴洪生、潘昌杰、于建伟、朱福熙、刘绍亮、曹清
- 2012年晋升23人：
吴国华、陆福恩、柴绍良、王晓军、侯贺华、邢书成、苗华、彭勇、刘毅、马发祥、蒋伟烈、秦卫江、吴刚、吴长海、郑群良、乙晓光、张建平、程童一、王宁、崔昌军、戴肃军、王长河、李家祥
- 2013年晋升18人：
孙黄田、刘国治、王家胜、王西欣、王军、杨晖、周小周、范长秘、岳世鑫、高津、杨学军、丁海春、白文奇、麻振军、庄可柱、丁来杭、宋琨、刘健
- 2014年晋升34人：
丁毅、何清成、彭勃、刘雷、蒋谟祥、尤海涛、王平、王华勇、陈照海、杨玉文、周为民、姚立功、张瑞清、许勇、刁国新、马宜明、陈东、张洪贺、张义瑚、孙和荣、徐安祥、胡秀堂、战厚顺、舒清友、黄国显、于忠福、于大清、何雷、刘铮、刘生杰、吴志铭、毕京京、刘志刚、白建军
- 2015年晋升21人：
秦生祥、王力、李晓峰、周爱民、吴杰明、范骁骏、邱延鹏、陈平华、唐国庆、袁誉柏、吉文明、韩卫国、潘良时、姜勇、徐经年、杨成熙、许林平、张建胜、徐远林、谭本宏、刘念光
- 2016年晋升32人：
王海、杨世光、康非、沈金龙、刘明利、秦天、周松和、刘振立、张书国、刘小午、白吕、石晓、吴社洲、李伟、刘德伟、安兆庆、周亚宁、方向、盛斌、朱生岭、康春元、李尚福、王少军、肖天亮、辛毅、刘季幸、刘建、郑和、张升民、罗益昌、戎贵卿、李凤彪
- 2017年晋升21人：
陈学斌、魏钢、廖可铎、何卫东、徐忠波、李桥铭、王建武、王春宁、张振中、李传广、王长江、韩胜延、尚宏、冯建华、宋丹、饶开勋、何平、郑俊杰、王伟、王兵、颜晓东
- 2018年晋升16人：
禹光、周皖柱、刘万龙、刘家国、堵远放、徐西盛、郭普校、张文旦、石正露、黎火辉、杨光跃、张旭东、邵元明、常丁求、骆源、董军
- 2019年晋升55人：
  - 7月晋升29人：
张明才、秦树桐、张践、徐德清、范承才、张学杰、李军、程坚、冯丹宇、刘训言、王征、刘青松、李玉杰、俞庆江、周利、许学强、于建华、王小鸣、郑家概、刘亚永、姚永良、贾志刚、李勇、尹洪文、郑璇、赵瑞宝、巨生、丁兴农、王强
  - 12月晋升26人：
高伟、刘发庆、黄铭、余永洪、徐起零、张红兵、汪海江、钟绍军、何宏军、王仁华、郑元林、王成男、钟卫国、姜平（空军）、蔡立山、王厚斌、袁华智、杨志亮、胡中明、郝卫中、王秀斌、凌焕新、缪文江、姜国平、姜平（战略支援部队）、杨笑祥

### 2020年代晋升
- 2020年晋升15人：
吴亚男、林向阳、李玉超、乔相记、田义祥、朱文祥、杨诚、王文全、马哲文、陈辉、傅耀泉、朱国标、汪利平、纪多、崔玉忠
- 2021年晋升31人：
邓志平、王东海、王凯、陈剑飞、周友亚、陈光军、杨志斌、孔军、董立、陈国强、贾建成、赵晓哲、刘子柱、王抗平、柳林、杨毅、李中林、冷少杰、景建峰、洪江强、王立岩、张曙光、方永祥、尹红星、胡中强、吴俊宝、刘文起、韩晓东、王鹏、王大忠、赵志丹
- 2022年晋升：
张林、吴兴丰、赵雷、唐兴华、汪志斌、孙金明、梅文、刘本成、王仲才、薛宏伟、霍建刚、付国强、周建国。
- 2023年晋升：
鞠新春、魏文徽、李志忠。

### 附：军衔變動人員
- 上述一部份的中將日後晉升為上將（字体加粗者），1988年实行新军衔制以来，除了首批授衔的17名上将外，其余中国人民解放军上将都是由中將晉升；除了首批授衔的147名中将外，其余中將全部由少將晉升
- 因故被取消：2012年以來有楊金山[5]、劉錚[6]、范長秘、于大清、王玉發、牛志忠[7]等6位
- 因故被降級：尚無
- 受其他處分：饶开勋责令辞去全国人大代表[8]，刘生杰被撤销中央纪委委员职务[9]
- 調查中：楊世光

## 統計数据
- 被授予兩次（1955、1988年）：張震、秦基偉在1955年授予中將，1988年授予上將
- 親戚關係者：羅東進（羅榮桓元帥之子）[10]、聶力（聶榮臻元帥之女）、粟戎生（粟裕大將之子）、張翔（張愛萍上將之子）、秦衛江（秦基偉上將之子）、賀鵬飛海軍（賀龍元帥之子）、劉長銀（劉華清上將侄子）、劉卓明海軍（劉華清上將之子）、秦天中將（秦基偉上將之子）、楊東明空軍中將（楊成武上將之子）
- 後續任其他文官職位：邵华泽（人民日报社社长）、刘伦贤（上海市人大常委会副主任）、李家祥（中国民用航空局局长，正部长级）